# Li Hongzhang
Li Hongzhang (Hefei, 15 februari 1823 – Beijing, 7 november 1901) (jiaxiang: Anhui, Hefei) was een hoge Han-Chinese mandarijn onder de Mantsjoe Qing-dynastie. Li sloeg diverse opstanden tegen de Mantsjoes in China neer. Ook is hij de gouverneur van Liangguang geweest van 1899 tot 1900.
In het westen stond hij bekend om zijn goede onderhandelingseigenschappen. De Britse koningin Victoria benoemde hem tot Knight Grand Cross of the Royal Victorian Order (1896). In China werd hij gezien als symbool van de zwakte van het Chinese keizerrijk. Hij had geen enkele oorlog tegen buitenlandse mogendheden gewonnen, terwijl hij de Taiping-opstand van het eigen volk bloedig hielp neerslaan.

## Leven
Hij werd geboren in Anhui in 1823. Zijn vader was ambtenaar en hij volgde in zijn voetsporen. Tijdens de Taiping-opstand trok hij als ondergeschikte mee naar Anhui. Hij was bekend met de lokale situatie en kon helpen bij het opzetten van een militie om tegen de rebellen te strijden. Tegen het einde van 1853 wist hij met een militie onder zijn bevel enkele successen te boeken. Hierbij maakte hij gebruik van moderne westerse wapens en militaire strategieën. In 1864 was de opstand neergeslagen en Li kreeg als dank voor zijn inzet een adellijke titel.
Hij kreeg een hoge positie in Jiangsu, hier bleef hij twee jaar. In 1866 braken weer opstanden uit in Heian en Shandong en hij werd aangewezen als militaire leider om deze de kop in te drukken. Zijn successen leverde hem een promotie op. In 1870 was hij betrokken bij internationale onderhandeling met de Fransen. In Tianjin waren katholieke priesters en nonnen aangevallen en ook Franse diplomaten. Franse troepen en kanonneerboten werden naar de stad gestuurd om de westerlingen te verdedigen en de aanvallers te straffen. De gesprekken tussen China en Frankrijk leidde tot aanzienlijke financiële tegemoetkomingen aan dat laatste land. Na deze onderhandelingen bleef Li een belangrijke rol spelen in de buitenlandse politiek van de Qing-dynastie.
Aan het einde van de Chinees-Franse Oorlog (1884-1885) was hij weer betrokken bij de vredesonderhandelingen. Met de Zelfversterkingsbeweging wilde hij het keizerrijk versterken met een goed leger en sterke marine. Hij stichtte een militaire academie, liet forten versterken en kocht in het buitenland oorlogsschepen om de Chinese vloot te versterken. In China werden scheepswerven, wapen- en munitiefabrieken gebouwd. In de Eerste Chinees-Japanse Oorlog (1894-1895) werd China verslagen ondanks de verbeteringen die mede door Li waren doorgevoerd. De nederlaag ondermijnde zijn politieke positie, maar hij werd toch gevraagd mee te gaan naar Japan voor de vredesonderhandelingen. Op 24 maart 1895 werd hij in Shimonoseki aangevallen door een Japanner, die Li met een pistoolschot in zijn kaak verwondde. In een reactie stemden de Japanners in met een staakt-het-vuren en op 17 april 1895 werd het Verdrag van Shimonoseki ondertekend.
In 1896 maakte Li een grote buitenlandse reis naar Rusland, Europa, Canada en de Verenigde Staten. In Europa kreeg hij verschillende hoge onderscheidingen. Koning Leopold II stuurde Léon van der Elst om Li van Duitsland naar België te halen. Hij bezocht er Brussel, Antwerpen, Luik en Seraing. Het resultaat was dat een Belgisch-Frans consortium de cruciale Peking-Hankou-spoorconcessie in de wacht sleepte. In de Verenigde Staten sprak Li over de Chinese Exclusion Act, een wet die de immigratie van Chinezen naar Amerika aan banden legde. In 1898 tekende hij namens China het verdrag voor de pacht van het schiereiland Liaodong.
Door Brits protest tegen de spoorwegconcessie viel Li Hongzhang in ongenade aan het hof. Pas na de Bokseropstand kon hij terugkeren. Hij onderhandelde toen voor de laatste keer met buitenlandse partijen. Op 7 september 1901 ondertekende hij namens China het Bokserprotocol. Twee maanden later overleed hij.
- Bibsys: 90517432
- Bibliothèque nationale de France: cb145500954 (data)
- Catàleg d'autoritats de noms i títols de Catalunya: 981058614754606706
- CiNii: DA07427364
- Gemeinsame Normdatei: 118728032
- International Standard Name Identifier: 0000 0001 0875 565X
- KulturNav: d74eebea-6911-4bb9-b5dc-523fca2d1fef
- Library of Congress Control Number: n82037405
- Nationale Bibliotheek van Letland: 000149828
- National Archives and Records Administration: 10567895
- National Central Library: 002210904
- Bibliotheek van het Japanse parlement: 00352883
- Nationale Bibliotheek van Tsjechië: hka2010612392
- Nationale bibliotheek van Australië: 36730603
- Nationale Bibliotheek van Israël: 987007276011605171
- Nederlandse Thesaurus van Auteursnamen: 097564354
- SNAC: w6t73kkg
- Système universitaire de documentation: 102119228
- Trove: 1438472
- Union List of Artist Names: 500372701
- Virtual International Authority File: 17518558
- WorldCat: E39PBJtGWX9CgYrrdMqcpYm8G3